# Corkscrew (Cedar Point)
Corkscrew is een stalen achtbaan in het Amerikaanse attractiepark Cedar Point. De attractie van Arrow Dynamics werd geopend in 1976 en is daardoor de op twee na oudste nog actieve achtbaan in het park.
Corkscrew was de eerste achtbaan ter wereld met drie inversies.